# Yangmok-myeon
Yangmok-myeon (koreanska: 약목면) är en socken i Sydkorea. Den ligger i kommunen Chilgok-gun i provinsen Norra Gyeongsang, i den centrala delen av landet, 210 km sydost om huvudstaden Seoul.